# Luftangriff auf Wangerooge am 25. April 1945

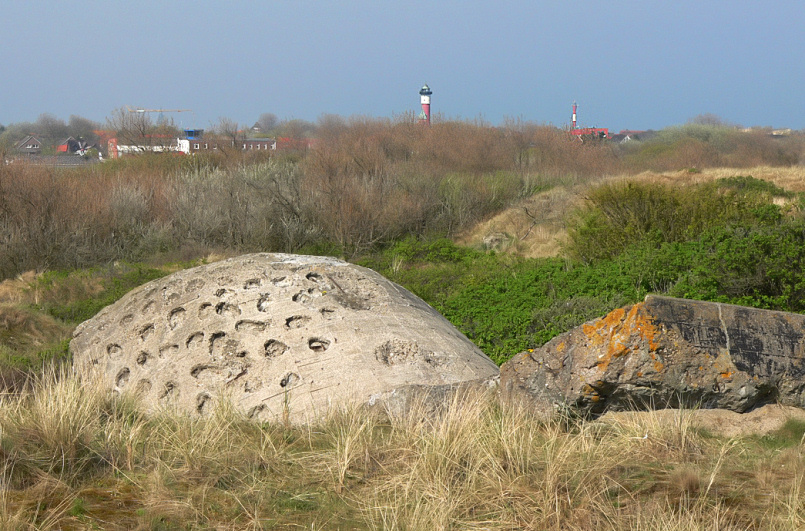
Reste von gesprengten Bunkern in den Dünen

Am 25. April 1945, kurz vor dem Ende des Zweiten Weltkrieges in Europa, kam es zu einem schweren Luftangriff auf Wangerooge durch 482 britische, kanadische und französische Bomber der alliierten Luftstreitkräfte. Er war eher ein Misserfolg, da fast alle verbunkerten Geschützbatterien intakt blieben und die zur Festung erklärte Insel nicht kapitulierte. Die Initiative für diesen Angriff ging von den kanadischen Bodentruppen aus, denen die Aufgabe der Eroberung der ostfriesischen Küste zugedacht war. Es handelte sich um einen der letzten Großangriffe der Royal Air Force (RAF) gegen das Deutsche Reich.

## Vorgeschichte

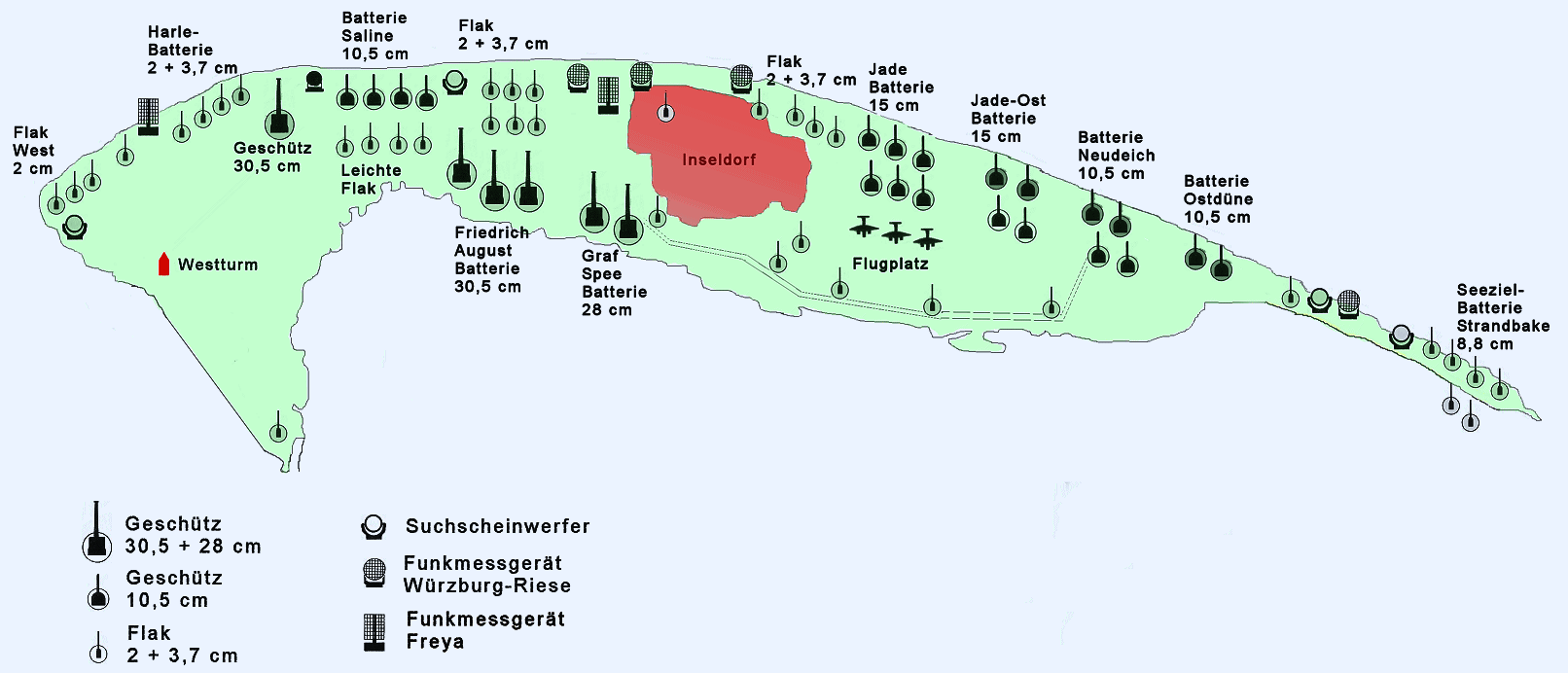
Geschützbatterien und -stellungen auf der Insel im Zweiten Weltkrieg

Vor und während des Zweiten Weltkrieges war Wangerooge (vor allem an der Nordseite der Insel in den Dünen) mit etwa zehn groß- und mittelkalibrig bestückten Geschützbatterien versehen worden. Jede Batterie verfügte über zwei bis sechs Geschütze mit den dazugehörigen Mannschafts-, Munitions- und Führungsbunkern, so dass auf der Insel etwa 100 Bunker bestanden. Sinn der Anlagen war einerseits die Verteidigung gegen feindliche Seestreitkräfte, vor allem aber der Schutz des Fahrwassers zum 30 Kilometer südlich liegenden Reichskriegshafen Wilhelmshaven. Gleichfalls dienten die meisten Kanonen aber der Luftverteidigung gegen die nach Deutschland einfliegenden alliierten Bomberverbände. Dazu bestanden auch zahlreiche Suchscheinwerfer- und weitere kleinkalibrige Flakstellungen, vor allem zum Schutz des Flugplatzes gegen Tiefflieger. Außerdem waren zur Peilung auf der Insel verschiedene Radar-Funkmessgeräte einer Flugmelde-Leiteinheit (Würzburg-, Freya- und Wassermann-Radargeräte) aufgestellt. Dadurch konnten Flugziele bis zu 400 Kilometer Entfernung erfasst und eigene Abfangjäger auch bei der Nachtjagd ans Ziel geleitet werden.
Noch in den letzten Kriegstagen wurde Wangerooge beim Heranrücken der alliierten Truppen auf dem Festland zur Festung erklärt. Die Insel wurde zum Kampffeld für den Fall einer Invasion durch Schanzen vorbereitet, so durch Panzer- und Schützengräben sowie das Auslegen von etwa 10.000 Minen. Die Soldaten bereiteten sich auf eine Invasion mit Erdkämpfen vor und richteten Flammenwerfer-, MG- und Pak-Stellungen ein.

## Begründung für den Luftangriff
Die Initiative für den Großangriff auf Wangerooge kam vom Hauptquartier der kanadischen Truppen, deren Landstreitkräften innerhalb der 21st Army Group die Eroberung der ostfriesischen Küste einschließlich der Inseln zugedacht war. Zum Entscheidungszeitpunkt am 24. April 1945 befand sich das Hauptquartier bei Meppen im Emsland. Auch der britische Feldmarschall Montgomery war für eine schwere Bombardierung, um hohen Verlusten bei einer möglichen Invasion vorzubeugen. Im geschichtlichen Rückblick ist eine dringliche militärische Notwendigkeit der Bombardierung Wangerooges, ebenso wie die des Großangriffs auf Helgoland am 18. und 19. April 1945, zu bezweifeln. Der Vormarsch der Alliierten auf dem Festland schritt schnell voran. Der Luftangriff erfolgte möglicherweise aus der hohen Materialüberlegenheit heraus, die man nutzen wollte.
Den Kanadiern lag ein umfangreiches Dossier über die militärischen Gegebenheiten der Insel vor. Die Erkenntnisse stammten aus der Luftaufklärung und Spionage-Quellen. Allerdings wurden die Abwehrkraft und die Anzahl der Batterien und deren Geschütze erheblich überschätzt. Die Feuerkraft der Küstenverteidigung war weitaus geringer, da bereits während des Krieges zahlreiche Geschütze an andere Kriegsschauplätze (beispielsweise 1941 nach Las Palmas als Militärhilfe für den spanischen Diktator Franco) gebracht worden waren. In den leeren Stellungen hatte die Wehrmacht zur Täuschung Geschütz-Attrappen aus Holz aufgestellt.

## Der Angriff

### Abflug

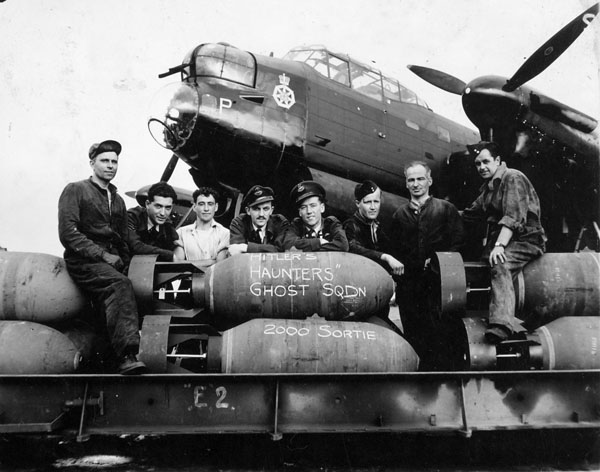
Lancaster-Bomber der RCAF beim Beladen

Zu dem Angriff starteten gegen 14:30 Uhr auf 25 Flugplätzen in Süd-England insgesamt 482 Bomber der Royal Air Force (RAF 256), der Royal Canadian Air Force (RCAF 206) und der Forces aériennes françaises libres (FAFL 18). Es wurden 466 viermotorige Bomber der Typen Halifax (308) und Lancaster (158) sowie 16 zweimotorige Zielmarkierer-Flugzeuge des Typs Mosquito gestartet. Die Flugzeugbesatzungen umfassten etwa 3.300 Mann mit 2.176 Tonnen Bombenfracht.

### Angriffsziel
Ziel war die Zerstörung der großkalibrigen Seezielbatterien, die man auf der Insel vermutete und als Bedrohung für weitere militärische Operationen ansah. Es waren aber nur vier einsatzbereite schwere Seezielgeschütze sowie drei schwere Flakbatterien vorhanden. Der taktische Luftangriff richtete sich gezielt gegen die militärischen Anlagen und nicht gegen die Zivilbevölkerung.

### Beginn und Durchführung

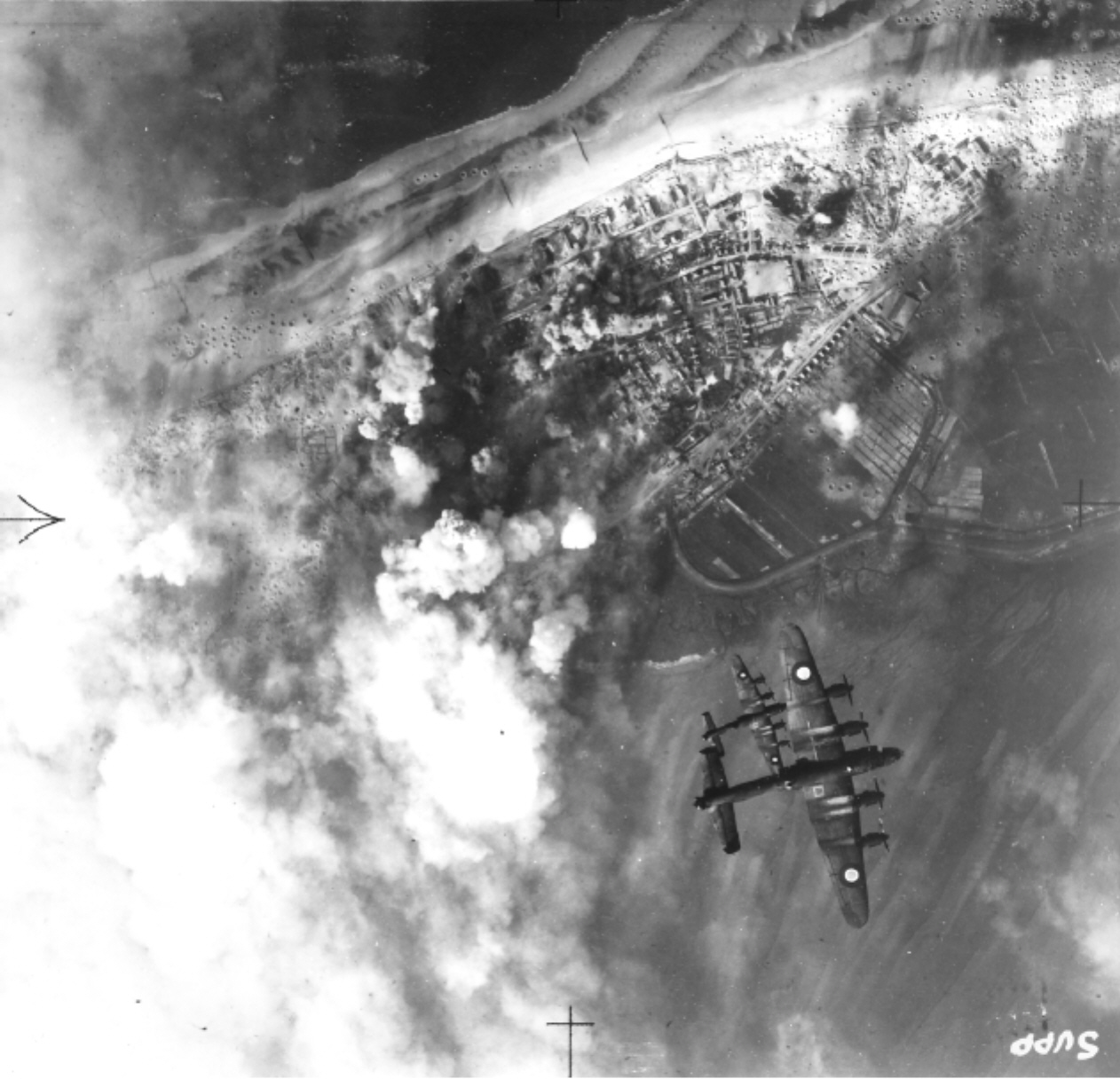
Bombardierung von Wangerooge

Das auf Wangerooge (nahe dem Westturm) aufgestellte 51 Meter hohe Funkmessgerät vom Typ Wassermann mit einer Reichweite von 400 Kilometern ortete bereits die sich über Südost-England sammelnden Bomberverbände.
Um 16:47 Uhr wurde ein Voralarm für die Bevölkerung ausgelöst, die daraufhin die Luftschutzbunker im Dorf aufsuchte. Die Inselbevölkerung rechnete zwar mit einem Angriff, da etwa eine Woche zuvor Helgoland Ziel eines schweren Angriffs gewesen war. Trotzdem wurde dem Alarm keine große Bedeutung beigemessen, da täglich große Bomberverbände nach Deutschland einflogen.
Um 16:59 Uhr setzten Mosquito-Bomber ihre Zielmarkierungen über den Bunkeranlagen in den Dünen. Erst zu diesem Zeitpunkt, als die Bomberpulks bereits über der Insel waren, war es sicher, dass der Großangriff Wangerooge galt. Um 17 Uhr eröffneten die Flakstellungen noch das Feuer, das sie bald darauf einstellten. Ihre Kanonen wurden teilweise durch umherfliegende Trümmer verklemmt.
Um 17:16 Uhr wurde der Angriff abgebrochen, weil der „Masterbomber“ in Anbetracht der Zerstörungen eine weitere Bombardierung für sinnlos hielt. In nur etwa fünfzehn Minuten fielen in drei Angriffswellen über 6.000 Sprengbomben (Typ: 500lb (227 kg) und 1000lb (454 kg)), die eine Kraterlandschaft hinterließen.

### Verluste
Die Alliierten verloren während ihres Angriffs durch Kollisionen in der Luft sechs Bomber, nur ein Bomber wurde abgeschossen. Von den 50 Besatzungsmitgliedern der verunglückten Flugzeuge überlebte nur eins.
Am Boden starben:
- 131 deutsche Soldaten
- 121 Zwangsarbeiter aus den Niederlanden, Belgien, Polen, Frankreich und Marokko
- 6 Marinehelferinnen
- 21 einheimische Frauen und Kinder

Zwei Militär-Bunker mit je 20 Mann Besatzung, darunter ein Befehlsbunker, erhielten Volltreffer. Die 120 durch den Angriff verletzten Personen wurden zum Festland in ein Krankenhaus in Wittmund abtransportiert.

### Bilanz
Militärisch war der Luftangriff ein Fehlschlag; denn fast alle Geschützbatterien waren nach wenigen Stunden wieder gefechtsbereit. In Anbetracht der vielen Bomben waren die Verluste unter der Inselbevölkerung vergleichsweise gering. Höhere Verluste forderte der Angriff unter den ausländischen Zwangsarbeitern. Ihre Barackenlager waren vollkommen ungeschützt und ihnen war der Zutritt zu Bunkern untersagt.

### Gedenken

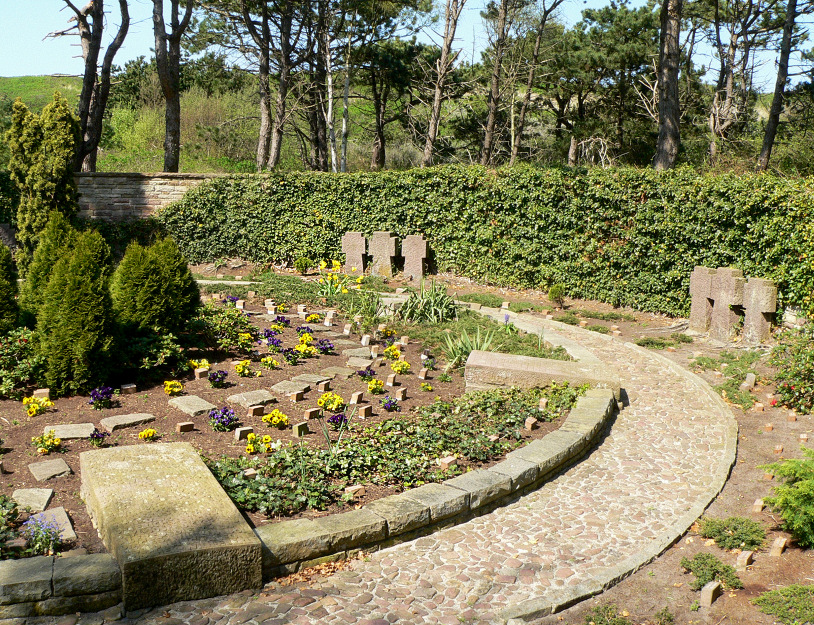
Kriegsgräber-Friedhof

Ein Befehlsbunker mit 20 Personen hatte bei dem Angriff einen Bomben-Volltreffer erhalten. Da er nur noch Leichenteile enthielt, wurde er verschlossen und zum Kriegsgrab erklärt. Heute mahnen eine Inschriftenplatte und ein großes Kreuz an das Ereignis. 1951 legte der Volksbund Deutsche Kriegsgräberfürsorge (VDK) nahe dem Inseldorf einen Ehrenfriedhof an. 238 Opfer des Bombenangriffes wurden dorthin umgebettet. Beim Luftangriff wurden einige Bunker- und Geschützanlagen sowie über die Hälfte der Wohnhäuser zerstört. Die intakt gebliebenen Bunker wurden von den Alliierten bereits im Juni 1945 gesprengt.

## Kapitulation
Der Luftangriff führte nicht zur Kapitulation der Festung Wangerooge. Stattdessen verbreitete der Festungskommandant Durchhalteparolen. Die Kampfhandlungen gegen feindliche Flugzeuge setzten sich auf geringem Niveau Ende April und Anfang Mai 1945 fort. Den letzten Schuss auf Wangerooge gab am 4. Mai 1945 eine Flakbatterie ab, um einen Angriff britischer Jagdflugzeuge auf deutsche Motorschiffe zu verhindern. Erst nach der Unterzeichnung der Teilkapitulation der Wehrmacht für Nordwestdeutschland, Dänemark und die Niederlande am 4. Mai 1945 in Wendisch Evern, bei denen die deutschen Unterzeichner durch den Reichspräsidenten Karl Dönitz autorisiert worden waren, der im Sonderbereich Mürwik verblieb, ging am 5. Mai um 7 Uhr der Zweite Weltkrieg in Nordwestdeutschland und auch auf Wangerooge zu Ende. Am 11. Mai 1945 betraten erstmals einzelne alliierte Soldaten die Insel, die mit zwei Flugzeugen landeten. Die militärische Besetzung erfolgte ab dem 20. Mai 1945 durch kanadische Truppen.

## Heute

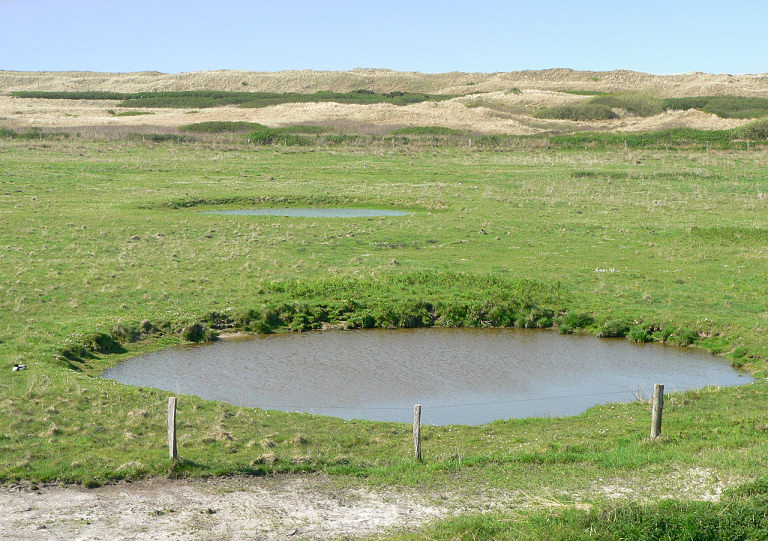
Bombentrichter in den Wiesen

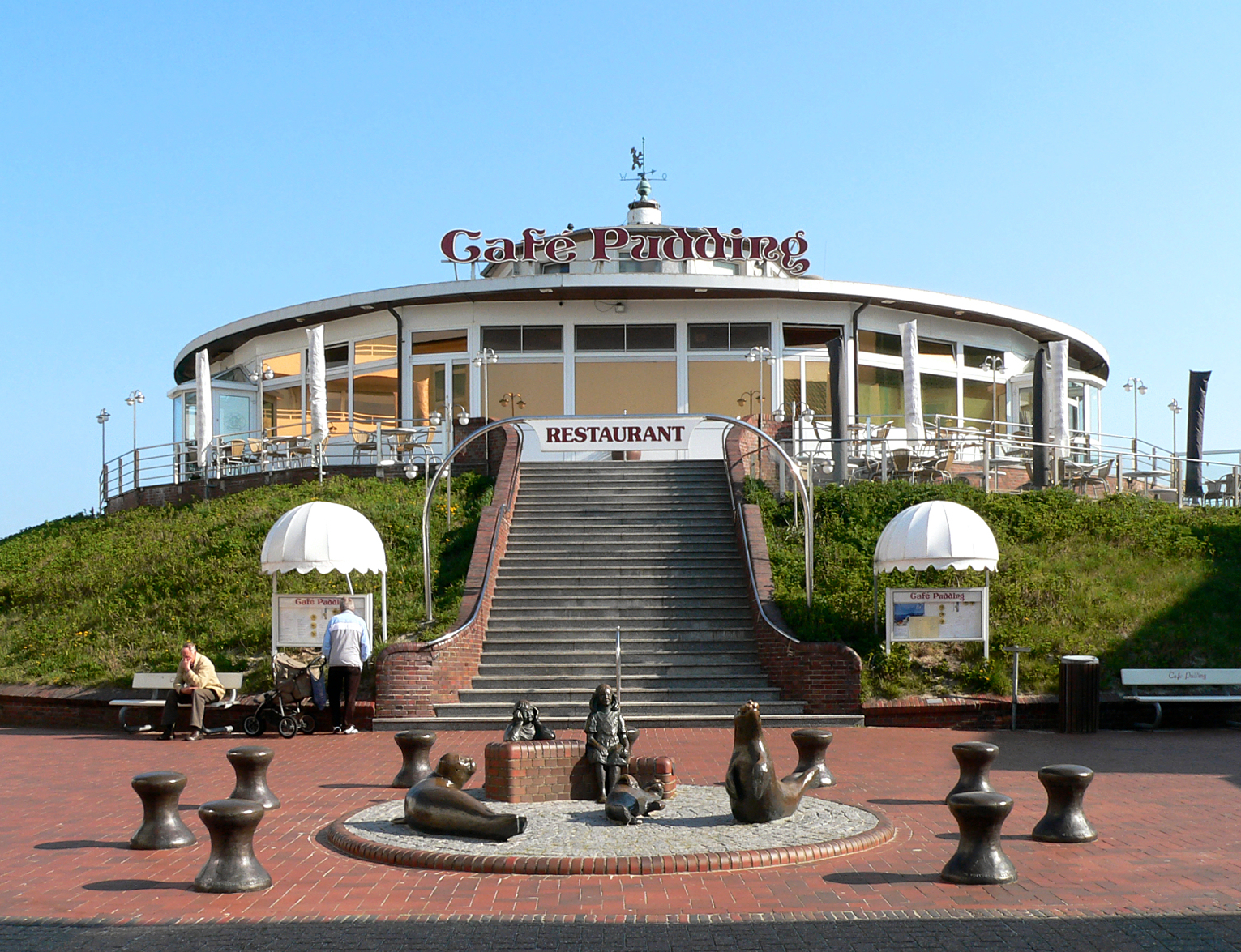
Das Café Pudding im Inseldorf war ein Bunker

Bis in die 1970er Jahre waren in den Dünen noch zahlreiche Bunkerreste und Bombentrichter sichtbar. Das Café Pudding entstand aus einem Bunker. Seit Kriegsende war man wegen des Fremdenverkehrs bestrebt, Kriegsüberbleibsel zu beseitigen. Heute sind kaum noch Spuren der militärischen Vergangenheit auffindbar, da sie mit Sand überdeckt oder von Pflanzen überwuchert sind. In einigen der Bombentrichter haben sich im Lauf der Jahrzehnte ökologisch wertvolle Kleinbiotope entwickelt.